# Antonio Vallisneri

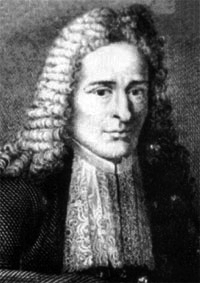
Antonio Vallisnieri

Antonio Vallisneri, auch Valli(e)snieri, (* 3. Mai 1661 in Trassilico, heute Ortsteil von Gallicano in der Toskana; † 18. Januar 1730 in Padua) war ein italienischer Mediziner, der als früher Pionier der Geologie gilt.

## Leben
Vallisneri, der Sohn eines Juristen, wurde auf Schloss Trassilico in der Garfagnana in der heutigen Provinz Lucca geboren und ging im Heimatort seiner Eltern in Scandiano und bei den Jesuiten in Modena und Reggio nell’Emilia zur Schule. Er studierte ab 1683 Medizin in Bologna, musste aber auf Anweisung des Herzogs von Modena wie damals andere Studenten aus dem Herzogtum Modena seinen Abschluss dort erwerben, wo er herstammte, auf dem Kolleg von Reggio (1685). Danach setzte er sein Studium in Bologna fort, insbesondere von Naturphilosophie und Anatomie bei Marcello Malpighi, wobei er auch praktischen Anatomieunterricht (Obduktionen von Leichen) bei privat unterrichtenden Anatomen nahm. Weitere Studien folgten in Venedig, Padua und Parma, bevor er sich 1689 in Scandiano als Arzt niederließ. Da dies seine wissenschaftlichen Ambitionen nicht genügte begann er sich als Botaniker zu betätigen, unter anderem mit eigenem Heilkräutergarten, unternahm Exkursionen und begann sein Naturalienkabinett aufzubauen. Er war ab 1700 an der Universität von Padua Professor für praktische Medizin neben Bernardino Ramazzini (1633–1714) und als Nachfolger von Pompeo Sacchi (1634–1718), der auf den Lehrstuhl für theoretische Medizin wechselte. 1709 wurde er Professor für Anamnese (bezeichnete damals die Beurteilung von Puls und Urin, De pulsibus et urinis) und ab 1710 für theoretische Medizin, als Nachfolger von Domenico Guglielmini (1655–1710), was er bis zu seinem Tod blieb.
Er befasste sich im Sinn der durch Galileo Galilei in Italien angestossenen experimentellen Untersuchung unterschiedlichster Naturphänomene neben Humanmedizin und Tiermedizin mit Biologie, Botanik, Hydrologie und Geologie. Er trat auch in diesem Sinn auch für eine Begründung medizinischer Erkenntnisse durch genaue anatomische Studien und Experimente ein, statt sich auf vor allem antike Autoritäten zu verlassen. Das brachte ihn, obwohl er in Padua anfangs vorsichtig und diplomatisch vorging, in Konflikt mit zeitgenössischen Medizinern und Wissenschaftlern, die dem Aristotelismus anhingen. Er hatte aber die Unterstützung einflussreicher Venezianer, die ihm auch die weitere Karriere in Padua ebneten. Vallisneri besuchte häufiger Venedig und war dort sehr angesehen. Er fertigte anatomische Zeichnungen von Insekten an und sammelte Mineralien und biologische Präparate für sein Naturalienkabinett.
Er sammelte auch Fossilien, zum Beispiel aus dem Pliozän der Adriaküste, und hielt sie für Überreste von Lebewesen (wie zuvor auch schon Nicolaus Steno). Wie Steno nahm er mehrere Überflutungen statt einer biblischen Sintflut an (die er aber nicht leugnete), entsprechend dem Befund von Sedimentschichtungen. Seine Zeitgenossen Johann Jakob Scheuchzer, der mit Vallisneri in Briefwechsel stand, und John Woodward waren dagegen bekannte Vertreter der Theorie einer einzigen (biblischen) Sintflut. Er hielt Hebungen des Erdbodens für möglich, wie sie bei Vulkanen beobachtet wurden. Quellen führte er in einer Schrift von 1715 auf versickernde Niederschläge und Schmelzwasser zurück (wie zuvor Bernard Palissy, Edmé Mariotte, Pierre Perrault). Es gab damals auch andere Theorien, dass Quellen von Meerwasser gespeist wären. Eine Urzeugung des Aristoteles (zum Beispiel von Aalen aus Schlamm) lehnte er ab. Er untersuchte Verhalten und Fortpflanzung von Insekten und mikroskopische Parasiten.
Er wurde auch für seinen klaren und präzisen wissenschaftlichen Schreibstil geschätzt, wobei er nicht die damalige Wissenschaftssprache Latein benutzte, sondern wie Galilei Italienisch. Ab 1709 gab er kurzzeitig mit Scipione Maffei und Apostolo Zeno ein Giornale de' Letterati d'Italia heraus.
1692 heiratete er die fünfzehnjährige Laura Mattacodi, mit der er viele Kinder hatte (18 teilweise schwierige Schwangerschaften).
Seine Naturaliensammlung stiftete sein Sohn Antonio (1708–1777) 1733 der Universität von Padua. Er war dort Professor für Naturwissenschaften. Antonio gab auch die Werke seines Vaters postum heraus. Die Werkausgabe enthält auch eine Biographie und den Katalog seines Naturalienkabinetts.
Vallisneri stand in regem Briefwechsel mit anderen europäischen Wissenschaftlern, so auch mit Gottfried Wilhelm Leibniz. Leibniz ermunterte ihn dazu, seine Forschungen über Embryogenese, Geologie und Naturgeschichte zu intensivieren.

## Ehrungen
Die Pflanzengattung Vallisneria ist nach ihm durch Linné benannt. 1705 wurde er Fellow der Royal Society und 1707 Mitglied der Leopoldina.

## Schriften

### Originale
- Saggio de' dialoghi sopra la curiosa origine di molti insetti, "Galleria di Minerva", I, pp. 297-322, Venedig: Albrizzi 1696
- Secondo dialogo sopra la curiosa origine di molti insetti, "Galleria di Minerva", III, pp. 297-318, Venedig: Albrizzi 1700
- Dialoghi sopra la curiosa origine di molti insetti, Venedig: Albrizzi
- Prima raccolta d'osservationi e d'esperienze, Venedig: Albrizzi 1710
- Considerazioni, ed esperienze intorno al creduto cervello di bue impietrito, Stamperia del Seminario, Padua 1710
- Considerazioni, ed esperienze intorno alla generazione de' vermi ordinarj del corpo umano, Stamperia del Seminario, Padu1 1710
- Esperienze, ed osservazioni intorno all'origine, sviluppi, e costumi di varj insetti, Stamperia del Seminario, Padua 1713
- Nuove osservazioni, ed esperienze intorno all'ovaja scoperta né vermi tondi dell'uomo, e de' vitelli, Stamperia del Seminario, Padua 1713
- Istoria del camaleonte Affricano e di varj animali d'Italia, Venedig: Ertz 1714
- Nuova idea del male contagioso de' buoi, Mailand: Pandolfo 1714
- Lezione accademica intorno all'origine delle fontane, Venedig: Ertz 1714
- Istoria della generazione dell'uomo, e degli animali, se sia da'vermicelli spermatici, o dalle uova, con un trattato nel fine della sterilità, e dei suoi rimedj, Venedig: Hertz 1721
- Lezione accademica intorno l'origine delle fontane, Venedig: Pietro Poletti, 1726
- De' corpi marini che su' Monti si trovano; della loro origine, e dello stato del mondo avanti il Diluvio, nel Diluvio, e dopo il Diluvio: Lettere Critiche, Venedig: Domenico Lovisa, 1721, 2. Auflage 1728 (Über den Ursprung von Fossilien)
- Dell'uso, e dell'abuso delle bevande, e bagnature calde, o fredde, Modena: Capponi, 1725
- Esperienze ed osservazioni, Tipografia del Seminario, Padua 1726
- Opere Fisico-Mediche stampate e manoscritte del Antonio Vallisneri raccolte da Antonio suo figliuolo, Venedig: Coletti, 3 Bände 1733

### Kommentierte Auflagen
- Francesco Luzzini: Theory, Practice, and Nature In-between. Antonio Vallisneri's Primi Itineris Specimen. (Sources 9) Edition Open Sources 2018, ISBN 9783945561324.[3]